# Salles-d’Angles
Salles-d’Angles település Franciaországban, Charente megyében. Lakosainak száma 1007 fő (2022. január 1.). Salles-d’Angles Angeac-Champagne, Châteaubernard, Genté, Gimeux, Saint-Fort-sur-le-Né, Celles, Germignac, Saint-Martial-sur-Né és Merpins községekkel határos.

## Népesség
A település népessége az elmúlt években az alábbi módon változott:
| Lakosok száma | 932  | 1119 | 1225 | 1098 | 1045 | 1036 | 1026 | 1011 | 1010 | 1007 |
|               | 1968 | 1982 | 1990 | 2006 | 2013 | 2015 | 2017 | 2019 | 2020 | 2022 |